# 도치기현 선거구
도치기현 선거구(일본어: 栃木県選挙区)는 일본의 참의원 선거구이다.

## 선거구 정보
| 지역      | 도치기현 전역            |
| 의원 정수 | 2명 (개선 정수 1명)      |
| 유권자 수 | 1,621,403명 (2022년 9월) |

## 역대 의원
| 홀수회                         | 홀수회                         | 홀수회        | 짝수회                     | 짝수회                         | 짝수회                         |
| 의원 1                         | 의원 2                         | 선거          | 선거                       | 의원 1                         | 의원 2                         |
| ------------------------------ | ------------------------------ | ------------- | -------------------------- | ------------------------------ | ------------------------------ |
| 오시마 사다키치 (일본민주당)   | 이와사키 쇼자부로 (일본사회당) | 1947년 제1회  | 1947년 제1회               | 도노오카 리스케 (일본민주당)   | 우에타케 하루히코 (무소속)     |
| 오시마 사다키치 (일본민주당)   | 이와사키 쇼자부로 (일본사회당) |               | 1947년 보궐                | 오카다 기쿠지 (일본민주당)     | 우에타케 하루히코 (무소속)     |
| 오시마 사다키치 (일본민주당)   | 이와사키 쇼자부로 (일본사회당) |               | 1950년 제2회               | 소마 스케지 (일본사회당)       | 우에타케 하루히코 (자유당)     |
| 도카노 다케시 (사회당 우파)    | 사토 세이이치로 (자유당)       | 1953년 제3회  |                            | 소마 스케지 (일본사회당)       | 우에타케 하루히코 (자유당)     |
| 도카노 다케시 (사회당 우파)    | 사토 세이이치로 (자유당)       |               | 1956년 제4회               | 소마 스케지 (일본사회당)       | 우에타케 하루히코 (자유민주당) |
| 도카노 다케시 (일본사회당)     | 유자와 미치오 (자유민주당)     | 1959년 제5회  |                            | 소마 스케지 (일본사회당)       | 우에타케 하루히코 (자유민주당) |
| 도카노 다케시 (일본사회당)     | 유자와 미치오 (자유민주당)     |               | 1962년 제6회               | 우에타케 하루히코 (자유민주당) | 이나바 세이이치 (일본사회당)   |
| 도카노 다케시 (일본사회당)     | 쓰보야마 도쿠야 (자유민주당)   | 1963년 보궐   |                            | 우에타케 하루히코 (자유민주당) | 이나바 세이이치 (일본사회당)   |
| 후나다 유즈루 (자유민주당)     | 다무라 겐사쿠 (자유민주당)     | 1965년 제7회  |                            | 우에타케 하루히코 (자유민주당) | 이나바 세이이치 (일본사회당)   |
| 후나다 유즈루 (자유민주당)     | 다무라 겐사쿠 (자유민주당)     |               | 1968년 제8회               | 우에타케 하루히코 (자유민주당) | 야노 노보루 (자유민주당)       |
| 도카노 다케시 (일본사회당)     | 후나다 유즈루 (자유민주당)     | 1971년 제9회  |                            | 우에타케 하루히코 (자유민주당) | 야노 노보루 (자유민주당)       |
| 도카노 다케시 (일본사회당)     | 야노 노보루 (자유민주당)       | 1974년 보궐   | 1974년 제10회              | 오쓰카 다카시 (일본사회당)     | 오시마 모토지 (자유민주당)     |
| 이와사키 준조 (자유민주당)     | 도카노 다케시 (일본사회당)     | 1977년 제11회 |                            | 오쓰카 다카시 (일본사회당)     | 오시마 모토지 (자유민주당)     |
| 이와사키 준조 (자유민주당)     | 도카노 다케시 (일본사회당)     |               | 1980년 제12회              | 모리야마 마유미 (자유민주당)   | 오시마 모토지 (자유민주당)     |
| 이와사키 준조 (자유민주당)     | 우에노 유분 (일본사회당)       | 1983년 보궐   |                            | 모리야마 마유미 (자유민주당)   | 오시마 모토지 (자유민주당)     |
| 우에노 유분 (일본사회당)       | 이와사키 준조 (자유민주당)     | 1983년 제13회 |                            | 모리야마 마유미 (자유민주당)   | 오시마 모토지 (자유민주당)     |
| 우에노 유분 (일본사회당)       | 이와사키 준조 (자유민주당)     |               | 1986년 제14회              | 모리야마 마유미 (자유민주당)   | 오시마 모토지 (자유민주당)     |
| 우에노 유분 (일본사회당)       | 이와사키 준조 (자유민주당)     | 1989년 제15회 |                            | 모리야마 마유미 (자유민주당)   | 오시마 모토지 (자유민주당)     |
| 우에노 유분 (일본사회당)       | 이와사키 준조 (자유민주당)     |               | 1992년 제16회              | 모리야마 마유미 (자유민주당)   | 야노 데쓰로 (자유민주당)       |
| 이와사키 준조 (자유민주당)     | 고쿠이 마사유키 (민주개혁연합) | 1995년 제17회 |                            | 모리야마 마유미 (자유민주당)   | 야노 데쓰로 (자유민주당)       |
| 이와사키 준조 (자유민주당)     | 고쿠이 마사유키 (민주개혁연합) |               | 1996년 보궐                | 가미요시하라 잇텐 (자유민주당) | 야노 데쓰로 (자유민주당)       |
| 이와사키 준조 (자유민주당)     | 고쿠이 마사유키 (민주개혁연합) |               | 1998년 제18회              | 야나세 스스무 (민주당)         | 야노 데쓰로 (자유민주당)       |
| 고쿠이 마사유키 (자유민주당)   | 다니 히로유키 (민주당)         | 2001년 제19회 |                            | 야나세 스스무 (민주당)         | 야노 데쓰로 (자유민주당)       |
| 고쿠이 마사유키 (자유민주당)   | 다니 히로유키 (민주당)         |               | 2004년 제20회              | 야나세 스스무 (민주당)         | 야노 데쓰로 (자유민주당)       |
| 다니 히로유키 (민주당)         |                                | 2007년 제21회 |                            | 야나세 스스무 (민주당)         | 야노 데쓰로 (자유민주당)       |
| 다니 히로유키 (민주당)         |                                | 2010년 제22회 | 우에노 미치코 (자유민주당) |                                |                                |
| 다카하시 가쓰노리 (자유민주당) | 2013년 제23회                  |               | 우에노 미치코 (자유민주당) |                                |                                |
| 다카하시 가쓰노리 (자유민주당) |                                | 2016년 제24회 | 우에노 미치코 (자유민주당) |                                |                                |
| 다카하시 가쓰노리 (자유민주당) | 2019년 제25회                  |               | 우에노 미치코 (자유민주당) |                                |                                |
| 다카하시 가쓰노리 (자유민주당) |                                | 2022년 제26회 | 우에노 미치코 (자유민주당) |                                |                                |

## 최근 선거 결과

### 2016년 (제24회)
|  | 58.92% |

|  | 38.25% |

|  | 2.83% |

### 2019년 (제25회)
|  | 53.51% |

|  | 40.97% |

|  | 5.52% |

### 2022년 (제26회)
|  | 56.24% |

|  | 17.32% |

|  | 13.64% |

|  | 6.01% |

|  | 4.19% |

|  | 2.59% |

## 같이 보기
- 도치기현 제1구
- 도치기현 제2구
- 도치기현 제3구
- 도치기현 제4구
- 도치기현 제5구